# عظلم إصبعي
عظلم إصبعي (الاسم العلمي: Anil digitata) هو نوع من النباتات يتبع جنس العظلم من الفصيلة البقولية.